# Bilincs (rendészet)
A bilincs a rendészetben az emberi testnek vagy egyes részeinek szabad mozgását korlátozó kényszerítő eszköz. 
A modern bilincset képező karikák jobbára önműködően csukódnak, kulccsal nyithatók. A bilincset csak a kézre, esetleg lábra alkalmazzák, a foglyok ellenállásának, dühöngésének megfékezésére vagy szökésük megakadályozására.  

## Fajtái
A mozgásszabadságot korlátozó eszközök közé tartoznak a következő kényszerítő eszközök:
- 1. műanyag bilincsek;
- 2. patentbilincsek;
- 3. szorító bilincsek;
- 4. testbilincsek.[1]

## Jogszerű használata
A bilincs jogszerű használatát jogszabályok határozzák meg, így pl. Magyarországon a rendőrségi törvény (1994. évi XXXIV. törvény).
A rendőr bilincset alkalmazhat a személyi szabadságában korlátozni kívánt vagy korlátozott személy
- a) önkárosításának megakadályozására,
- b) támadásának megakadályozására,
- c) szökésének megakadályozására,
- d) ellenszegülésének megtörésére.[2]

## Képgaléria

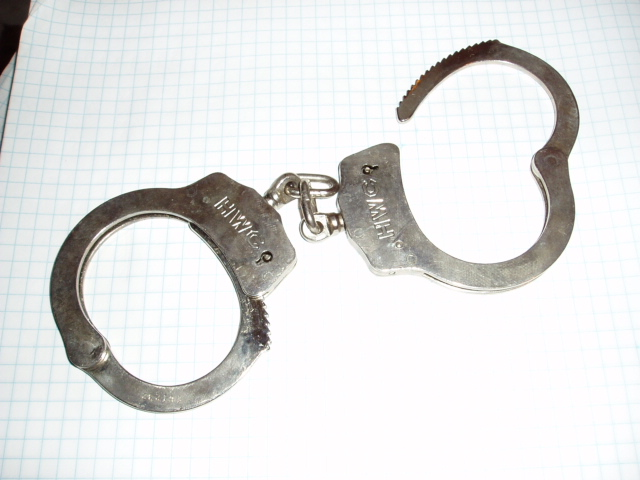
Rendőrségi kézi bilincs
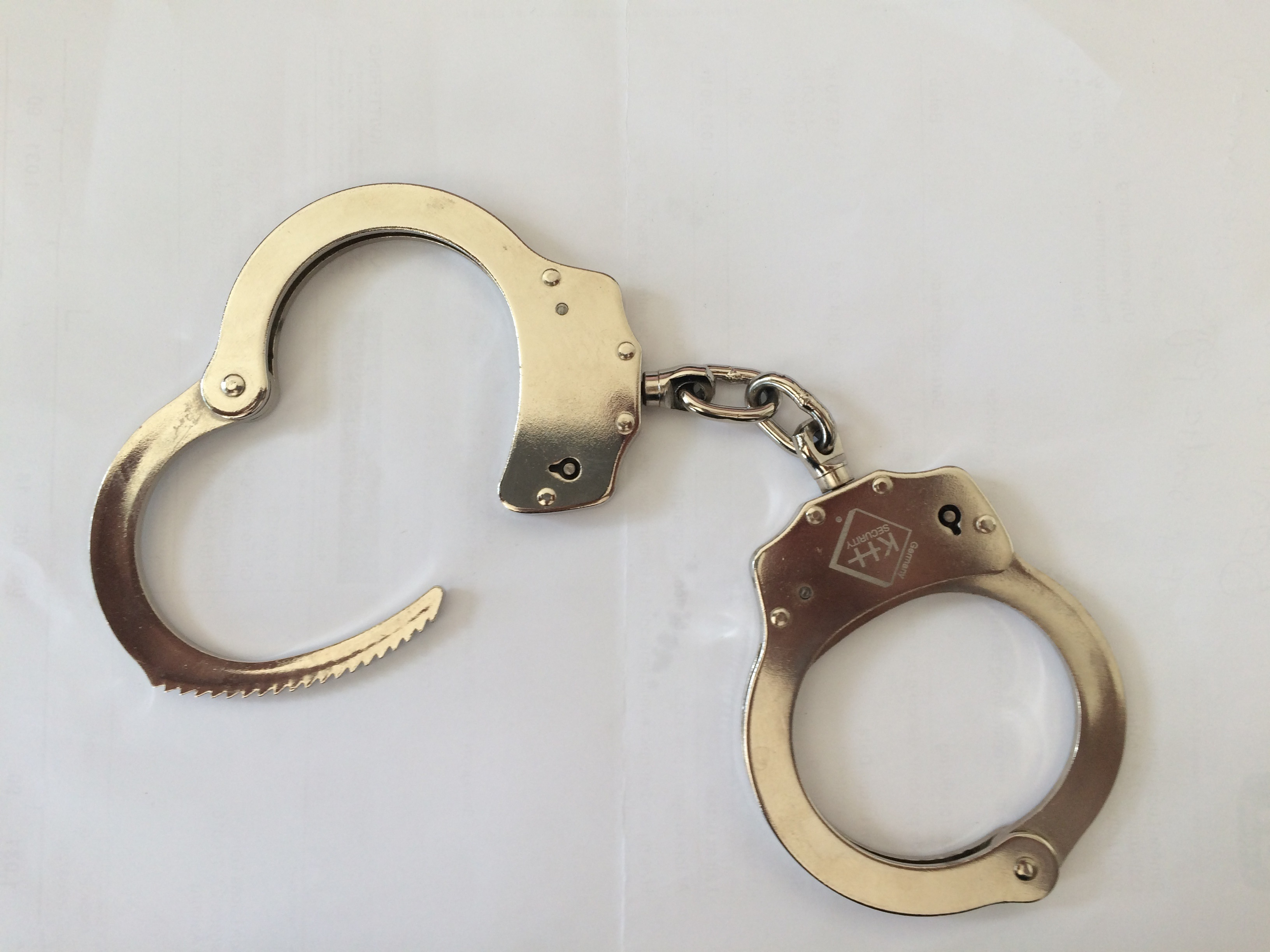
Bilincs
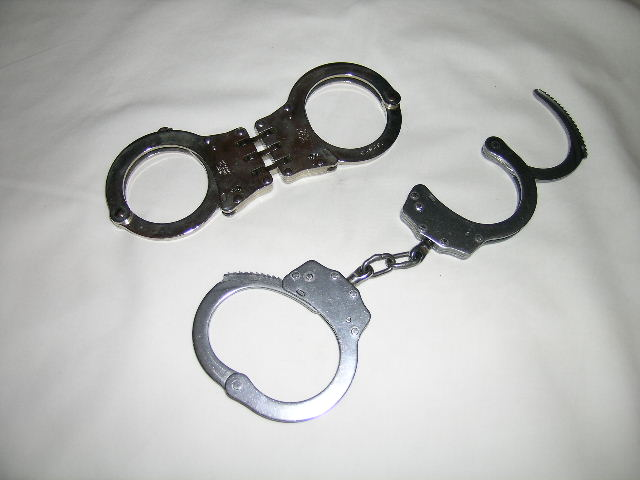
Bilincs

## Története
A vasbilincs lánccal vagy más módon összekapcsolt vaskarikákból készült. Ezeket régebben rákovácsolták a rab végtagjaira, néha a nyakára és a derekára is (vasra verték), gyakran büntetésül vagy a büntetés súlyosbítására. 